# Callimoxys retusifer
Callimoxys retusifer är en skalbaggsart som beskrevs av Holzschuh 1999. Callimoxys retusifer ingår i släktet Callimoxys och familjen långhorningar. Inga underarter finns listade.